# Amalda crosnieri
Amalda crosnieri is een slakkensoort uit de familie van de Olividae. De wetenschappelijke naam van de soort is voor het eerst geldig gepubliceerd in 1977 door Kilburn.